# Jefferson Caffery
Jefferson Caffery (1 de dezembro de 1886 - 13 de abril de 1974) foi um diplomata estadunidense. Ele serviu como embaixador dos EUA em El Salvador (1926–1928), Colômbia (1928–1933), Cuba (1934–1937), Brasil (1937–1944), França (1944–1949) e Egito (1949–1955).

## Início da vida
Caffery nasceu em Lafayette, Louisiana, filho de Charles Duval Caffery e Mary Catherine Caffery (nascida Parkerson). Ele foi membro da primeira turma do Southwestern Louisiana Industrial Institute, que mais tarde se tornou a University of Louisiana em Lafayette . Ele também se formou como bacharel pela Universidade de Tulane em 1906.[carece de fontes?]
Após a formatura, ele voltou a Lafayette para lecionar no Industrial Institute. Ele foi admitido como advogado da Louisiana em 1909.

## Carreira
Caffery iniciou sua carreira na diplomacia internacional em 1911, quando ingressou no Serviço Exterior como segundo secretário da legação em Caracas em 1911 durante o governo de William Howard Taft.
Ao longo de sua carreira, ele também trabalhou em cargos diplomáticos de baixo escalão na Bélgica, Alemanha, Grécia, Japão, Pérsia, Suécia e Venezuela .

### Serviço em Cuba
Em 1934, enquanto embaixador em Cuba, quatro assaltantes tentaram assassinar Caffery na frente de sua casa em Havana. Os agressores esperavam do lado de fora de sua residência por sua partida diária para seu iate clube. Um agressor foi morto por um guarda-costas, os outros escaparam. Caffery não se feriu. O evento foi relatado na primeira página do New Orleans Times Picayune em 28 de maio de 1934.

### Serviço no Brasil
Enquanto foi embaixador no Brasil, Caffery participou da Conferência do Rio Potenji, também conhecida como Conferência de Natal . A conferência foi um encontro ocorrido nos dias 28 e 29 de janeiro de 1943 entre o Presidente do Brasil, Getúlio Vargas e o Presidente dos Estados Unidos, Franklin Delano Roosevelt , ocorrido durante o retorno do Presidente Roosevelt da Conferência de Casablanca aos EUA. .  A Conferência do Rio Potenji envolveu discussões sobre o apoio contínuo e o papel do Brasil na Segunda Guerra Mundial e ocorreu a bordo do USS Humboldt no porto do Rio Potenji emNatal, Rio Grande do Norte e definiu os acordos que levaram à criação da Força Expedicionária Brasileira .

## Vida pessoal
Em 20 de novembro de 1937, Caffery, então com 41 anos, casou-se com Gertrude McCarthy de Evansville, Indiana, enquanto estava no Rio de Janeiro . Eles não tiveram filhos.
Ele se aposentou com sua esposa em 1955 para residir em Roma. Ele voltou a Lafayette, Louisiana, em 1973, pouco antes do falecimento de sua esposa, em 13 de julho de 1973. O próprio Caffery morreu em 14 de abril de 1974. Os Cafferys estão enterrados no cemitério atrás da Catedral de St. John em Lafayette.

## Honras e prêmios
Ele foi premiado com a Taça do Serviço Exterior em 1971 por seus colegas oficiais do Serviço Exterior. Ele recebeu vários títulos honoríficos e condecorações, incluindo a Medalha Laetare da Universidade de Notre Dame em South Bend, Indiana, em 1954. Ele recebeu a Grã-Cruz da Legião de Honra do presidente da França em 1949 e a Ordem do Crisântemo da República do presidente do Egito em 1955.
Caffery também foi agraciado com o título de cavaleiro da Soberana Ordem Militar de Malta (SMOM) pelo Grão-Mestre dessa Ordem, por seu notável serviço à Igreja Católica.